# Phyllachora devriesii
Phyllachora devriesii är en svampart som beskrevs av Koord. 1907. Phyllachora devriesii ingår i släktet Phyllachora och familjen Phyllachoraceae.   Inga underarter finns listade i Catalogue of Life.